# Exorista
Exorista (лат.) — род тахин подсемейства Exoristinae.

## Описание
У самцов фасеточные глаза сближены, они могут быть как опушенными, так и голыми. Оцеллярные щетинки имеются. Задняя наклоненной щетинка на орбитах короче внутренней вертикальной щетинки. Наружная вертикальная щетинка у самцов может отсутствовать, у самок она короче наружной вертикальной щетинки. У самок также имеются две наклонённые орбитальные щетинки, которых нет у самцов. Затылок без чёрных щетинок. Грудь и брюшко чёрного или бледно-коричневого цвета, в серебристо-белом или желтовато-белом опылении. Крылья прозрачные. Склериты в основании костальной жилки (базикоста и тегула) чёрные. Нижняя крыловая чешуйка беловато-коричневая или светло-коричневая. Радиальная жилка R4+5 около основания с щетинками. Пульвиллы и коготки на лапках примерно одинаковой длины.

## Биология
Личинки рода Exorista паразитируют на чешуекрылых, перепончатокрылых, прямокрылых и богомолах. Примитивные представители рода развиваются на чешуекрылых. Самки откладывают яйца на тело хозяина.

## Классификация
Включает около 150 видов. Род разделяют на 8 подродов.
- Подрод Adenia Robineau-Desvoidy, 1863[4]

- Exorista cuneata Herting, 1971
- Exorista dydas (Walker, 1849)
- Exorista fucosa Mesnil, 1963
- Exorista lacteipennis Mesnil, 1970
- Exorista mimula (Meigen, 1824)
- Exorista nympharum (Rondani, 1859)
- Exorista paligera Mesnil, 1970
- Exorista pseudorustica Chao, 1964
- Exorista rustica (Fallén, 1810)
- Exorista tamias Richter, 1974
- Exorista trudis (Reinhard, 1951)
- Exorista tubulosa Herting, 1967

- Подрод Exorista Meigen, 1803[1]

- Exorista amoena Mesnil, 1960
- Exorista brevihirta Liang & Chao, 1992
- Exorista fasciata (Fallén, 1820)
- Exorista frons Chao, 1964
- Exorista frontata Herting, 1973
- Exorista intermedia Chao & Liang, 1992
- Exorista japonica (Townsend, 1909)
- Exorista larvarum (Linnaeus, 1758)
- Exorista laterosetosa Chao, 1964
- Exorista mella (Walker, 1849)
- Exorista rossica Mesnil, 1960
- Exorista segregata (Rondani, 1859)
- Exorista thomasi Mesnil, 1960
- Exorista thula Wood, 2002

- Подрод Exoristella Herting, 1984

- Exorista duplaria (Villeneuve, 1916)
- Exorista glossatorum (Rondani, 1859)

- Подрод Fauniodes Mesnil, 1941[19]

- Exorista securicornis Mesnil, 1941

- Подрод Podotachina Brauer & von Bergenstamm, 1891[20]

- Exorista atricans (Villeneuve, 1938)
- Exorista cantans Mesnil, 1960
- Exorista flavicans Mesnil, 1941
- Exorista fuscihirta Chao & Liang, 1992
- Exorista grandis (Zetterstedt, 1844)
- Exorista hainanensis Chao & Liang, 1992
- Exorista ladelli (Baranov, 1936)
- Exorista longicercus Kugler, 1980
- Exorista rubricans Mesnil, 1941
- Exorista sericans Mesnil, 1939
- Exorista sorbillans (Wiedemann, 1830)
- Exorista tenuicerca Liang & Chao, 1992
- Exorista tessellans Mesnil, 1939
- Exorista yunnanica Chao, 1964

- Подрод Ptilotachina Brauer & von Bergenstamm, 1891[20]

- Exorista belanovskii Richter, 1970
- Exorista cardinalis Mesnil, 1939
- Exorista civilis (Rondani, 1859)
- Exorista decidua (Pandellé, 1896)
- Exorista deligata Pandellé, 1896
- Exorista dilecta Richter, 1973
- Exorista ebneri (Villeneuve, 1922)
- Exorista elegantula Mesnil, 1939
- Exorista florentina Herting, 1975
- Exorista kulgeri Mesnil, 1960
- Exorista longisquama Liang & Chao, 1992
- Exorista neta (Curran, 1927)
- Exorista niveipennis Mesnil, 1939
- Exorista rutilans Mesnil, 1970
- Exorista tristis (Curran, 1938)
- Exorista unicolor (Stein, 1924)
- Exorista wangi Chao & Liang, 1992
- Exorista xanthaspis (Wiedemann, 1830)

- Подрод Spixomyia Crosskey, 1967[27]

- Exorista antennalis Chao, 1964
- Exorista aurichalcea (Baranov, 1936)
- Exorista bisetosa Mesnil, 1940
- Exorista dasyops (Villeneuve, 1943)
- Exorista fortis Chao, 1964
- Exorista fuscipennis (Baranov, 1932)
- Exorista grandiforceps Chao, 1964
- Exorista hyalipennis (Baranov, 1932)
- Exorista lepis Chao, 1964
- Exorista patelliforceps Mesnil, 1963
- Exorista penicilla Chao & Liang, 1992
- Exorista quadriseta (Baranov, 1932)
- Exorista rusticoides Mesnil, 1963
- Exorista spina Chao & Liang, 1992

- Подрод Tricoliga (Rondani, 1856)[30]

- Exorista buccalis Mesnil, 1940
- Exorista nova (Rondani, 1856)

- Без подрода

- Exorista abdominalis (Curran, 1927)
- Exorista africana (Rohdendorf, 1931)
- Exorista argenteostriata (Baranov, 1938)
- Exorista aureifrons (Baranov, 1936)
- Exorista aureisquamosa (Baranov, 1938)
- Exorista capensis (Macquart, 1855)
- Exorista castanea (Wulp, 1894)
- Exorista cephalopalpis Chao, 1964
- Exorista coras (Walker, 1849)
- Exorista creole (Curran, 1927)
- Exorista curriei (Curran, 1938)
- Exorista doddi (Curran, 1938)
- Exorista flaviceps Macquart, 1847
- Exorista flaviventris Tachi, 2011
- Exorista ghanii Mesnil, 1971
- Exorista globosa Tachi, 2011
- Exorista horrens (Walker, 1859)
- Exorista javana (Macquart, 1851)
- Exorista manifesta (Walker, 1860)
- Exorista modesta Meigen, 1838
- Exorista norrisi Cantrell, 1985
- Exorista notabilis (Walker, 1858)
- Exorista pilosa Kugler, 1980
- Exorista psamathe (Walker, 1849)
- Exorista psychidivora (Coquillett, 1904)
- Exorista rendina Herting, 1975
- Exorista rusticella (Baranov, 1936)
- Exorista sabahensis Tachi, 2011
- Exorista salmantica Tschorsnig, 1984
- Exorista sarcophagata (Walker, 1864)
- Exorista sessitans (Curran, 1927)
- Exorista sinica Chao, 1964
- Exorista subnigra (Wulp, 1894)
- Exorista sumatrensis (Townsend, 1927)
- Exorista tubigera Mesnil, 1970
- Exorista velutina Mesnil, 1953

## Распространение
Широко распространённый род. Видовое разнообразие выше в Старом Свете.